# Hughleechia giulianii
Hughleechia giulianii är en skalbaggsart som beskrevs av Perkins 1981. Hughleechia giulianii ingår i släktet Hughleechia och familjen vattenbrynsbaggar. Inga underarter finns listade i Catalogue of Life.